# Olesia Barel
Olesia Barel, född den 9 februari 1960 i Kostroma, dåvarande Sovjetunionen, är en sovjetisk basketspelare som var med och tog OS-brons 1988 i Seoul. 